# 拉克魯瓦冰原島峰
66°51′S 141°20′E / 66.850°S 141.333°E
拉克魯瓦冰原島峰（英語：Lacroix Nunatak）是南極洲的冰原島峰，位於阿黛利地，處於馬熱里角西南面4公里，長2公里，海拔高度75米，在1931年由探險隊發現，以法國的礦物學家命名。